# Sota Kanum jezik
Sota Kanum jezik (ISO 639-3: krz; enkelembu, kenume, knwne), jedan od deset jezika južnih-centralnih papuanskih jezika iz podskupine tonda, dio šire skupine morehead-upper maro. Govori ga još oko 100 ljudi (1996 M. Donohue) na indonezijskom dijelu Nove Gvineje, istočno od Merauke.
Etnička grupa (poglavito ribari i obrađivači tla) poznata je kao Sota Kanum a ponekad i kao Enkelembu, Knwne ili Kenume. U upotrebi su i morori [mok] ili Indonezijski [ind].

## Vanjske poveznice
- Ethnologue (14th)
- Ethnologue (15th)